# Thruhiking
Thruhiking oder Thruhike (auch Thru-hiking oder Thru-hike; deutsch Durchwanderung) bedeutet, einen Weit- oder Fernwanderweg zusammenhängend vom Anfang bis zum Ende zu bewandern. Ein Wanderer, der sich auf einem Thruhike befindet oder ihn erfolgreich absolviert hat, wird als Thruhiker bezeichnet.

## Details
In den USA wird der Begriff am häufigsten mit dem Appalachian Trail (AT), dem Pacific Crest Trail (PCT) und dem Continental Divide Trail (CDT) in Verbindung gebracht. Er kann sich aber auch auf andere Wanderwege beziehen, so z. B. den Te Araroa Trail in Neuseeland, den Camino Francés in Spanien, den Via Francigena in Frankreich und Italien, den Lykischen Weg in der Türkei, den National Trail in Israel, den Great Divide Trail (GDT) in Kanada oder den Internationalen Bergwanderweg der Freundschaft Eisenach–Budapest (EB), der durch Deutschland, Tschechien, Polen, die Slowakei und Ungarn führt.
Laut der für den AT zuständigen Organisation, der Appalachian Trail Conservancy, ist für einen Thruhike ein Abschluss innerhalb von zwölf Monaten erforderlich, was auch allgemein so gesehen wird.
Der Begriff dient der Abgrenzung zum Section hiking, bei dem ein Wanderweg abschnittsweise ohne Kontinuität bzw. nicht innerhalb einer Wandersaison gewandert wird.

## Geschichte
Die Ursprünge des Fernwanderns reichen zurück in die Zeit, als das Gehen als Fortbewegungsart mit dem Wandern zum eigenen Vergnügen und als Mittel zum Kennenlernen ferner Orte verschmolzen.
Als einer der ersten deutschen Thruhiker kann Julius von Plänckner angesehen werden, der 1829 von Blankenstein bis Hörschel über den gesamten Rennsteig wanderte.
Nachdem George W. Outerbridge 1939 der erste war, der den gerade fertiggestellten AT in voller Länge begehen konnte, ohne dass dies ein Thruhike war, gelang letzteres Earl Shaffer im Jahr 1948 zum ersten Mal.
Berühmt wurde auch Emma „Grandma“ Gatewood, die 1955 den AT im Alter von 67 Jahren zum ersten Mal durchwanderte. Sie beendete die Wanderung mit einer Ausrüstung, die selbst für diese Zeit als unzureichend galt, z. B. mit Turnschuhen anstatt Wanderstiefeln und mit einer Decke anstatt eines Schlafsacks. Später absolvierte sie einen zweiten Thruhike und gilt heute als Pionierin des Ultraleichtwanderns.

## Gegenwart

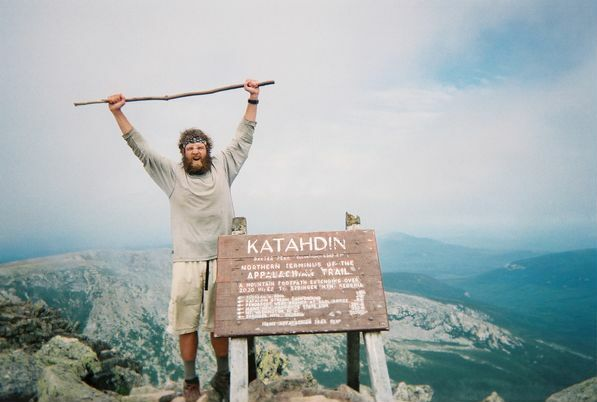
Ein Wanderer, der gerade den Appalachian Trail beendet hat

Ein Thruhike ist eine lange und schwierige Reise: Beim AT dauert sie z. B. durchschnittlich fünf Monate und umfasst 3500 Kilometer. PCT oder CDT dauern ebenfalls 4 bis 6 Monate und erfordern eine intensive Planung, um die Ausrüstung vorzubereiten und die Versorgung zu organisieren. Die beliebteste Methode ist dabei die Versorgung nach jeweils drei bis fünf Tagen in einem Dorf oder einer Stadt in der Nähe des Wanderwegs. Thruhiker können aber auch Lieferungen für die Reise im Voraus organisieren, die von Freunden oder per Post zu ausgewählten Stationen am Weg gebracht werden, was ein höheres Maß an Flexibilität bietet. Die meisten Wanderer verzichten auf einen Thruhike, meist aus Zeitgründen, und wandern stattdessen über viele Jahre etappenweise Stück für Stück.
Mit dem Aufkommen des Rucksacktourismus ist das Thruhiking in den USA zu einer kleinen Industrie geworden. Tausende Wanderer wandern jedes Jahr auf dem AT und auf anderen Fernwanderwegen, wobei Schätzungen zufolge weniger als 20 Prozent den gesamten Weg zurücklegen. Es gibt pro Jahr etwa 150 Thruhikes auf dem Long Trail im US-Bundesstaat Vermont und etwa 180 Thruhikes auf dem Pacific Crest Trail. Einige engagierte Thruhiker absolvieren einen Weg mehr als einmal. So wird von etwa 30 Wanderern berichtet, die mindestens dreimal den AT gewandert sind. Lee Barry war der älteste, der den AT 2004 mit 81 Jahren zum zweiten Mal per Thruhike durchwanderte. Die Appalachian Trail Conservancy hat in den letzten Jahren Abschlussquoten von rund 25 Prozent gemeldet, nach mehreren Jahren unter 20 Prozent. Die Organisation begründet dies mit der etwas geringeren Anzahl von Wanderern, der besseren Ausrüstung und den durch das Internet verbesserten Informationen.
Für den Internationalen Bergwanderweg der Freundschaft Eisenach–Budapest waren bis 2025 fünfundzwanzig Thruhiker bekannt. Als bisher schnellster benötigte Friedrich „Fritz“ Peterka für die 2700 Kilometer 45 Tage.
Den aktuellen Streckenrekord für den 154 km langen West Highland Way hält seit 2017 Rob Sinclair mit gerannten 13:41:08 Stunden.

## Weiterführende Literatur
- Dan Bruce: The Thru-Hiker's Handbook Hot Springs, North Carolina: Center for Appalachian Trail Studies, 2000 (englisch).
- Russell Norton: Long Trail End-to-Ender's Guide. Waterbury Center, Vermont: Green Mountain Club, 1997 (englisch).
- Earl V. Shaffer: Walking With Spring. Harper’s Ferry, West Virginia: the Appalachian Trail Conference, 1983 (englisch).
- Karen and Daniel Smith Berger: Where the Waters Divide: A Walk along America's Continental Divide. New York: Random House, 1993 (englisch).
- Bill Bryson: A Walk in the Woods. Broadway Books, 1998 (englisch).